# 大崎茂芳
大崎茂芳（おおさき しげよし、1946年12月3日 - ）は、日本の化学者、評論家、奈良県立医科大学名誉教授。

## 略歴
兵庫県神崎郡生まれ。兵庫県立福崎高等学校を卒業し、1969年に大阪大学理学部卒業、76年同大学院理学研究科博士課程修了、「ポリ弗化ビニリデンの高温誘電緩和」で理学博士、90年「マイクロ波領域における誘電的異方性によるシート状材料の繊維配向の評価」で京都大学農学博士。1975年神崎製紙研究所、1990年ニチイ経営企画室部長、1994年マイカル商品研究所所長、1995年島根大学教育学部教授に転じ、1999年奈良県立医科大学教授、2012年定年退官、特任教授を経て名誉教授。クモの糸に関する著作で知られる。日本文藝家協会会員。

## 著書
- 『クモの糸のミステリー ハイテク機能に学ぶ』2000 中公新書
- 『クモはなぜ糸から落ちないのか 自然から学ぶ〈安全〉と〈信頼〉の法則』2004 PHP新書
- 『コラーゲンの話 健康と美をまもる高分子』2007（中公新書）
- 『クモの糸の秘密』2008 岩波ジュニア新書
- 『クモの糸でバイオリン』岩波書店 岩波科学ライブラリー 016

## 論文
- <大崎茂芳